# عنصرية علمية

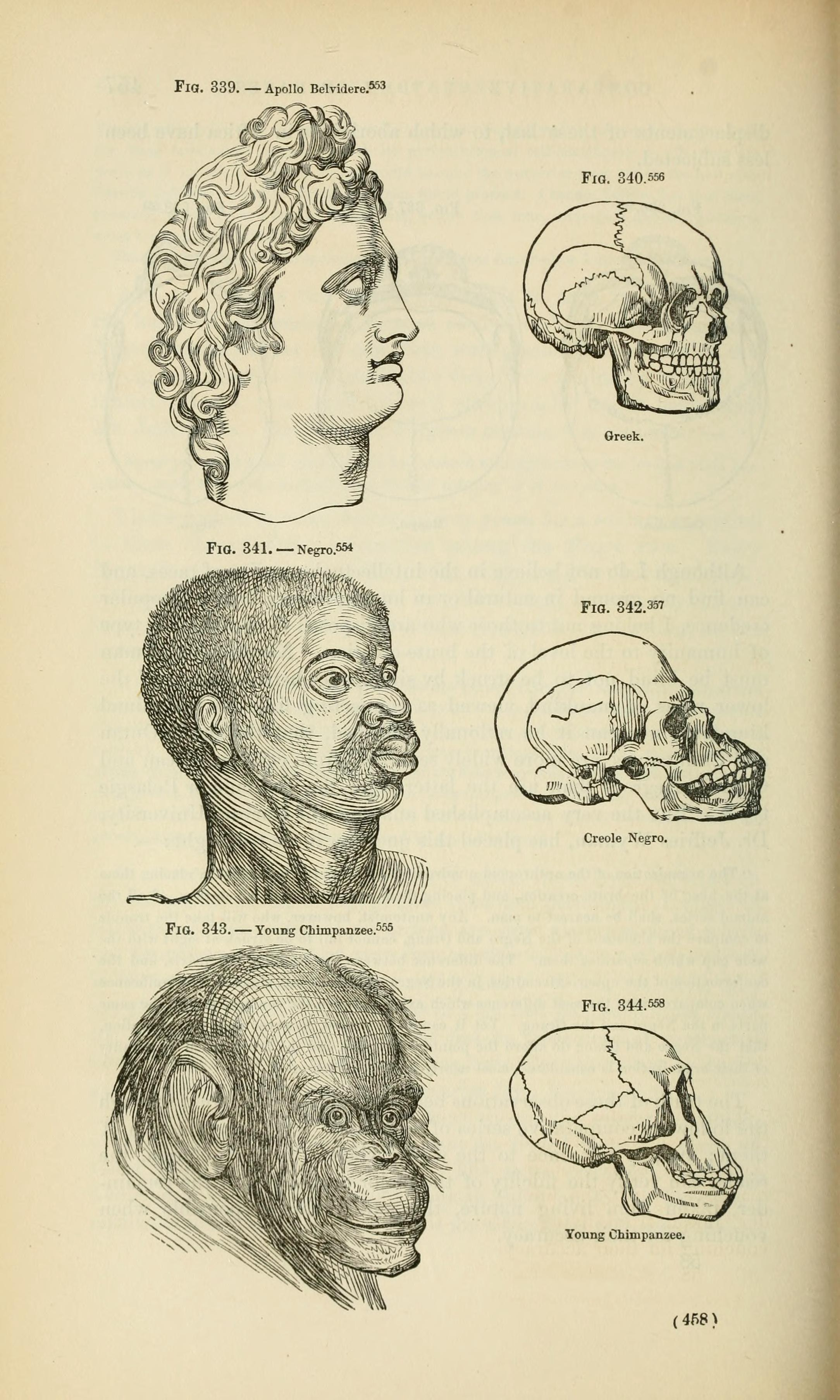
رسم توضيحي من كتاب أنماط البشر Types of Mankind 1854، حيث يحاول المؤلفان Josiah Clark Nott و George Robins Gliddon الإيحاء بأن السود من رتبة تقع بين اليونانيين والشيمبانزي.

العنصرية العلمية (بالإنجليزية: Scientific racism) هي اعتقاد علمي زائف بوجود دليل تجريبي أو استعمال التقنيات والفرضيات العلمية ظاهريًا لدعم وتبرير الاعتقاد بتفوق عنصر بشري ما على آخر والمعروف بالعنصرية. وكان لكثير من هذه الممارسات والنظريات كثير من المصداقية في الأوساط العلمية على مدار التاريخ، أما حاليًا فتعتبر ممارسات غير علمية.
وتعتمد العنصرية العلمية على توظيف الأنثروبولوجيا (علم الإنسان) وبالأخص علم الإنسان الحيوي المختص بدراسة التطور البشري، وعلم القياسات البشرية، وعلم قياس الجماجم، وغيرها من التخصصات أو التخصصات الزائفة، في دعم نظرية تصنيف البشر إلى أجناس بشرية منفصلة جسديًا، بحيث تكون أجناس محددة أكثر رقيًا من أجناس أخرى 
وسادت العنصرية العلمية خلال الفترة ما بين 1880 و1914 حيث كانت تستخدم في تبرير الإمبريالية الأوروبية البيضاء واضطهاد بعض أجناس البشر واستخدامهم كعبيد، وبلغت العنصرية العلمية ذروتها في الفترة من 1920 وحتى نهاية الحرب العالمية الثانية. وبدأت الانتقادات توجه للعنصرية العلمية منذ أواخر القرن العشرين.
بدأ التنديد بالعنصرية العلمية نظريًا وعمليًا بعد نهاية الحرب العالمية الثانية، فصدر بيان منظمة اليونسكو مناهضًا للعنصرية بعنوان «صراع الأجناس» عام 1950، وجاء فيه 
| عنصرية علمية | يجب دحض نظريات صراع الأجناس عمليًا واجتماعيًا، فحقيقة الاختلاف الأجناس ليست إلا ظاهرة بيولوجية وليست اختلافًا عقليًا أو اجتماعيًا. فقد خلّفت الصراعات بين الأجناس قدرًا هائلاً من الضرر البشري والاجتماعي في السنوات الأخيرة، ووقعت خسائر فادحة، وتسببت في معاناة لا توصف. وقد أثبت علم الوراثة التطورية أن الاختلافات البيولوجية بين الأجناس تعد طفيفة ومتدرجة | عنصرية علمية |

.
وحتى اليوم الحاضر فلا يتوقف الجدل حول ما إذا كان مصطلح «العنصرية العلمية» يُحقّر من شأن ما توصلت إليه الكثير من النظريات الحديثة، كما هو الحال في الكتاب المنشور عام 1994 بعنوان منحنى الجرس، والذي يؤكد وجود تباين في الذكاء بين الأعراق المختلفة. ويرى النقاد أن مثل هذه الأعمال تدعم العنصرية والتمييز بين الأعراق دون أدلة علمية مثبتة.
ويتهم المناهضون للعنصرية العلمية بعض المجلات والصحف العلمية بدعمها للعنصرية العلمية والتمييز بين الأعراق، وذلك عن طريق طرحها لمقالات تحتوي على تفسيرات مثيرة للجدل عن التطور البشري، وفي مجال علم وصف الأعراق البشرية، وعلوم اللغات ودراسة الأساطير. وتقع صحيفة مانكايند الإنجليزية (Mankind Quarterly) على رأس قائمة الصحف العلمية الأكاديمية الداعمة للعنصرية العلمية حتى وصفت بأنها "حجر الزاوية في إنشاء العنصرية العلمية" و"مجلة تَفوّق الجنس الأبيض" ، و"مجلة العنصرية سيئة السمعة " و" مجلة «العنصرية العلمية».

## أصول العنصرية العملية

### المفكرين الكلاسيكيين
يذكر بنيامين إسحاق، في كتابه بعنوان «ابتداع العنصرية في العصور القديمة الكلاسيكية» والمنشور عام 2006، أن جذور العنصرية العلمية تمتد إلى العصور اليونانية الرومانية القديمة. ومن أبرز الأمثلة هو ماقاله أبقراط أبو الطب وأعظم أطباء عصره، أول مدون لكتب الطب في القرن الثامن قبل الميلاد
الأشخاص ذوي البشرة الداكنة يتصفون بالجُبن والضعف، أما الأشخاص ذوي البشرة البيضاء فإنهم شجعان ويقاتلون ببطولة.

من ناحية أخرى يعتبر الهنود القدماء جميع الأجانب كما البرابرة. وقد كَتَب الرحالة والفيلسوف المسلم أبو الريحان البيروني في القرن ال11 أن الهنود القدماء قاموا بوصف الأجانب بالنجس. كما لوحظ أن الصينيون قد نظروا إلى الأجانب من ذوي البشرة البيضاء على أنهم شياطين أو أشباح مثيرة للاشمئزاز
وقال فيتروفيو الكاتب والمهندس الروماني (51- 135 قبل الميلاد)
 .. إن الأشخاص ذوي الشعر المجهد والبشرة داكنة اللون والعيون السوداء، يملكون كمية ضئيلة من الدم نتيجة تعرضهم للشمس، وهو ما يجعلهم أقل قدرة على المواجهة بشجاعة أثناء الحروب، وذلك على العكس من ذوي البشرة البيضاء وساكني البلدان الباردة والذين يملكون قدرًا أكبر من الدم والشجاعة لحمل السلاح... 

### عصر التنوير
خلال عصر التنوير (القرن الثامن عشر)، ظهرت مفاهيم ونظريات جديدة عن انحدار كل الأجناس من أصل واحد ونظريات عن انحدار الأجناس من أصول متعددة واكتسبت هذه الأفكار شعبية كبيرة، على الرغم من أنها لم تؤد إلى منهجية معرفية إلّا في خلال القرن التاسع عشر.

#### فولتير

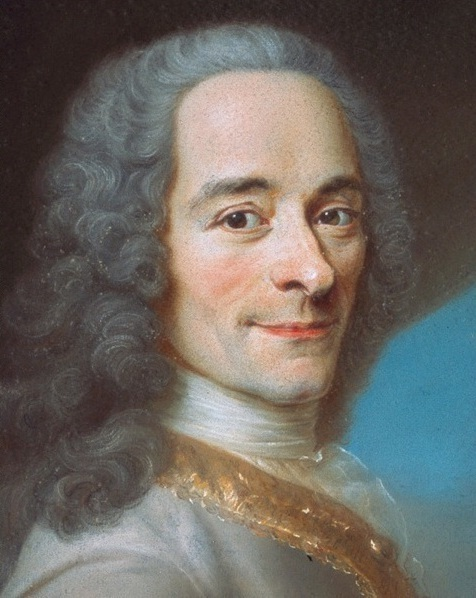
فولتير

فولتير هو كاتب فرنسي من عصر التنوير ومؤرخ وفيلسوف وكان مؤمنا بتعدد أصول الإنسان وكان دائما يسخر من صفات الزنوج والوانهم السوداء ويشبههم بالقردة.

### إيمانويل كانت
هو فيلسوف ألماني من القرن الثامن عشر كان مؤمنا بعدم المساواة بين الاعراق البشرية ووضع سلما وجوديا يعتبر فيه ان الجنس الابيض في القمة ثم ياتي بعده الجنس الاصفر ثم الجنس الزنجي في القاع وسبق لكانط انه قال: الهنود الصفر لهم موهبة ضئيلة والزنوج هم اقل منهم بكثير.. وكان في اعتقاده ان الاختلاف بين الاجناس البشرية يخدم غرضا مهما وهو خدمة الإنسان الابيض واعتباره ملك وسيد للتاريخ.

### فريدريش هيغل

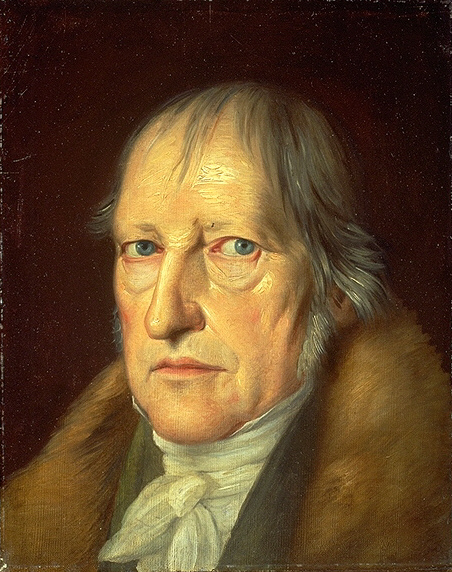
فريدريش هيغل

غيورغ فيلهلم فريدريش هيغل هو فيلسوف ألماني مؤسس حركة الفلسفة المثالية الألمانية كان يعتبر ان كل عرق بشري يمثل مرحلة تطور للروح وان الافارقة الزنوج ليسوا من العالم البشري وهم مرحلة متدنية من مراحل التاريخ ويصفهم بانهم ليس لهم حس شخصية أو مسؤولية وكان فريدريش هيغل دائما ما يفضل اصحاب المناطق الباردة من العرق الابيض ويمدحهم.

### آرثر شوبنهاور
هو فيلسوف ألماني معروف بفلسفته التشاؤمية كان يعتبر ان الاسبقية الحضارية كانت للعرق الابيض وان جميع الحضارات كانت بين اصحاب البشرة البيضاء وحتى مع الشعوب ذات البشرة الغامقة فإن الطبقة الحاكمة كانت بشرتها افتح من بقية الشعب وان الجنس الابيض في القمة وباقي الاجناس في الادنى.

## النظريات العنصرية في الأنثروبولوجيا الحيوية 1850-1918
يعتبر التصنيف العلمي الذي طوره كارل لينيوس ضروريًا لأي مخطط تصنيف عرقي بشري. في القرن التاسع عشر، كان التطور الخطي (المعروف أيضًا باسم التطور الاجتماعي الكلاسيكي) مزيجًا من النظريات الاجتماعية والأنثروبولوجية المتنافسة التي تقترح أن ثقافة أوروبا الغربية تتويج للتطور الاجتماعي والثقافي البشري. شاع الاقتراح الذي يدعي أن التطور الاجتماعي خطي (أي من المجتمع البدائي إلى المتحضر ومن الزراعة إلى الصناعة) بين الفلاسفة، ومنهم: جورج فيلهلم فريدريش هيغل، إيمانويل كانت وأوغست كونت. ادعى البعض أن الكتاب المقدس المسيحي يؤيد العبودية، واستُخدِمَت هذه الحجة في جنوب الولايات المتحدة من قبل بعض الكاتبين -مثل القس ريتشارد فورمان وتوماس ر. كوب- لفرض فكرة أن الزنوج خُلِقوا أدنى مرتبةً، وبالتي هم خُلِقوا للعبودية، وذلك في فترة ما قبل الحرب من عشرينيات إلى خمسينيات القرن التاسع عشر.

### تشارلز داروين

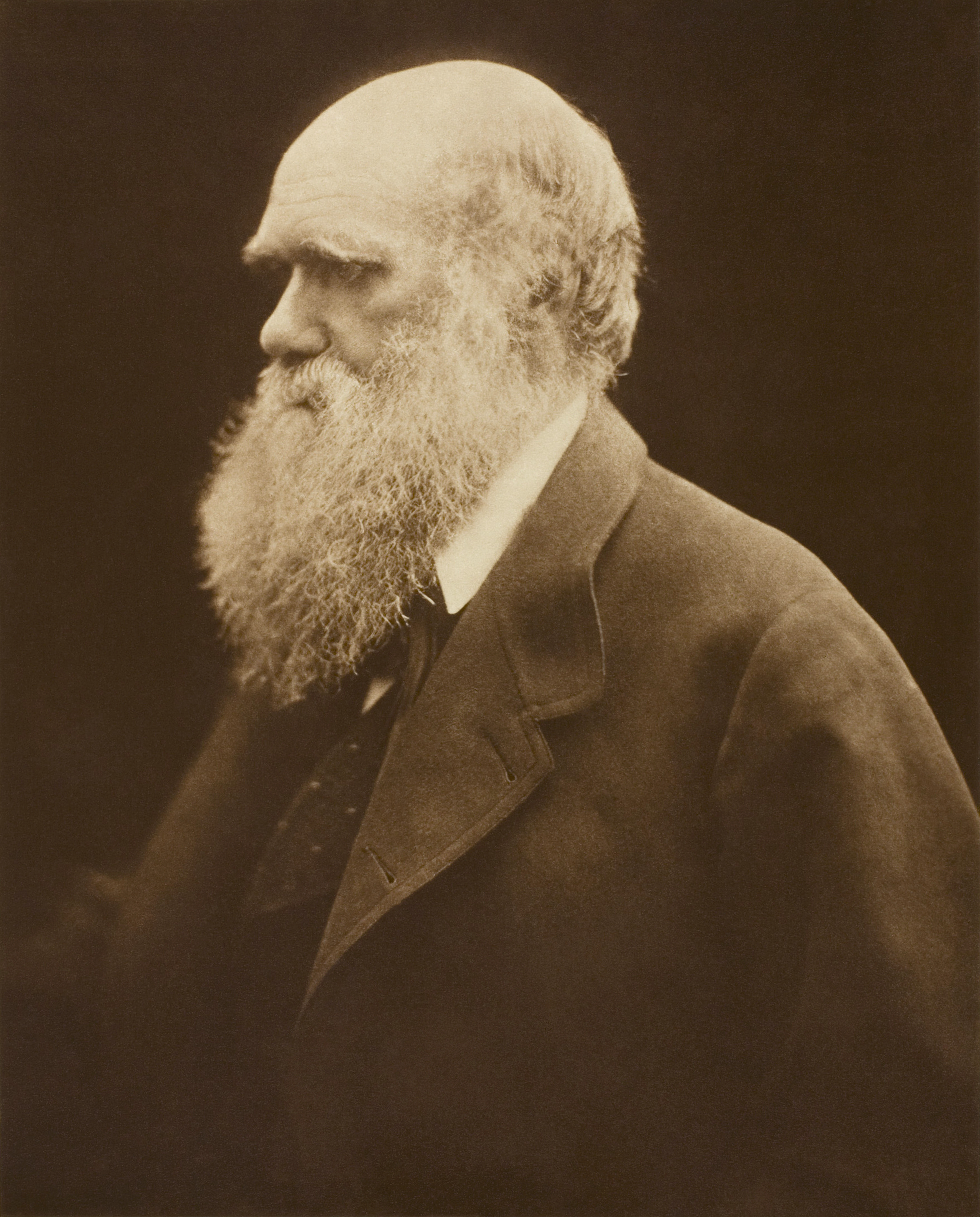
تشارلز داروين عام 1868.

لم يناقش كتاب تشارلز داروين المؤثر الذي نُشِر عام 1859 بعنوان «أصل الأنواع» أصول الإنسان. استخدمت المقدمة مصطلح الأعراق كبديل لمصطلح الضروب، في شرحها لـ وسائل الانتقاء الطبيعي أو استمرار الأعراق المفضلة في النضال من أجل الحياة، وذلك غير مرتبط بالاستخدام الحديث للمصطلح الذي يشير إلى الأعراق البشرية. يذكر الاستخدام الأول في الكتاب «الأعراق للمتعددة للملفوف على سبيل المثال»، ويستمر في مناقشة «الضروب أو الأعراق المتوارثة للحيوانات والنباتات المُستَأنسة». درس داروين في كتاب نشأة الإنسان والانتقاء الجنسي (1871) قضية «الحجج المؤيدة والمعارضة لفكرة فصل وترتيب الأعراق البشرية ضمن أنواع مختلفة»، ولكنه لم يذكر وجود اختلافات عرقية ترقى إلى فصل الأعراق البشرية إلى أنواع مختلفة:
«من الأمور المشكوك بها، هو إمكانية ذكر صفة مميزة أو ثابتة في عرق معين..فالصفات تتدرج بين الأعراق، و... من الصعب اكتشاف صفات مميزة وواضحة بينهم... من المستبعد أن تكون أوجه التشابه الثانوية العديدة بين أعراق الإنسان في البنية الجسدية والمقدرة العقلية (لا أشير هنا إلى العادات المتماثلة) مكتسبة بشكل مستقل، بل يجب أن تكون موروثة من الأسلاف الذين امتلكوا نفس السمات»
وفقًا لموقع توك أورجينز، يشيع استخدام هذا الاقتباس خارج السياق بين الخلقيين؛ إذ يذكرون استخدام داروين للأعراق بمعنى الضروب -كما في المثال المذكور أعلاه- وليس بمعنى الأعراق البشرية. بغض النظر عن المعنى البسيط للكلمات، هم يؤكدون: «لا يوجد شيء في كلمات داروين يدعم (ويناقض في معظم حياته) أي ادعاء يقول إن داروين أراد إبادة الأعراق الدنيا أو البدائية. بل هو أشار إلى ما بدا واقعي بالنسبة إليه، غير معتمدٍ على جزء صغير من الترنم الأوروبي بالإمبريالية والغزو الاستعماري خلال حياته» تنص الفقرة المقتبسة، في السياق الكامل، على ما يلي:
الثغرة الكبيرة في السلسلة العضوية الموجودة بين الإنسان وأقرب الأقرباء له، والتي لا يمكن إعادة وصلها عن طريق أنواع منقرضة أو حية، قد تم تقديمها في كثير من الأحيان على أساس أنها اعتراض خطير على الاعتقاد بأن الإنسان قد انحدر من أحد الأشكال الأقل مستوى، ولكن هذا الاعتراض لن يبدو ذا وزن كبير، لهؤلاء الذين نتيجة للتفاعلات العامة، يعتقدون في المبادئ العامة الخاصة بالتطور. والثغرات تحدث كثيرًا في جميع الأجزاء الخاصة بالسلسلة، والبعض منها يكون عريضًا، وحادًا، ومحددًا، والبعض منها أقل خطورة بدرجات مختلفة، مثل تلك الموجودة بين الأورانج وأقرب أقربائه- وبين القرد الكاحلي والليموريات الأخرى- وبين الفيل، وبطريقة أكثر لفتًا للأنظار بين خلد الماء أو قنفذ النمل، وجميع الحيوانات الثديية الأخرى. ولكن هذه الثغرات تعتمد على مجرد العدد الخاص بالأشكال المرتبطة مع بعضها التي قد أصبحت منقرضة. وعند أحد الفترات المستقبلية، التي ليست بعيدة جدًا عند قياسها بالقرون، فإن الأعراق المتمدينة من الإنسان، سوف تبيد، بشكل مؤكد تقريبًا، وتحل محل، الأعراق غير المتمدينة في جميع أرجاء العالم. وفي نفس الوقت، وكما علق الأستاذ سكافهوزن، فإن القرود غير المذيلة الشبيهة بالإنسان، سو يتم بلا شك استئصالها. وعندئذ سوف تتسع الثغرة الموجودة بين الإنسان وأقرب الأقرباء له، لأنها سوف تقع بين الإنسان، وهو في حالة  أكثر تمدينًا، كما قد نأمل، أن تصل إلى أكثر من تمدين العرق القوقازي، وبعض أنواع القرود منخفضة المستوى مثل البابون، بدلًا من الموجودة حاليًا بين الزنوج أو الأستراليين الأصليين والغوريلا.

- أصل الإنسان (1871)، المجلد الأول، الفصل السادس: ما يتعلق بالصلات العرقية وسلسلة النسب الخاصة بالإنسان، ص 373، (ترجمة مجدي محمود المليجي).
في فصل «ما يتعلق بتطور الملكات الفكرية والأخلاقية في غضون العصور البدائية والمتحضرة»، زعم داروين أن الدول الغربية في أوروبا، التي تتفوق الآن بشكل لا يقاس على أسلافها الهمجيين السابقين، وتقف في قمة الحضارة، لا تدين إلى الإغريق القدماء بالكثير أو بأي شيء بشكل مباشر.
أثناء اقتراح نوع بشري وحيد، قارن داروين الأعراق المتحضرة مع الأعراق البدائية. مثل معظم معاصريه، باستثناء عالم الطبيعة ألفريد راسل والاس، لم يميز العرق البيولوجي عن العرق الثقافي. أشار داروين كذلك إلى أن الأعراق ستتعرض للانقراض بسبب الاستعمار الأوروبي الأبيض لا بسبب التطور.

حول مسألة الاختلافات بين الأعراق، كتب داروين:
ومع ذلك، ليس هناك شك في أن الأعراق المختلفة، عند مقارنتها ودراستها بعناية، تختلف كثيرًا عن بعضها البعض، كالاختلاف في بنية الشعر، وحجم جميع أجزاء الجسم، وسعة الرئتين، شكل وسعة الجمجمة، وحتى في التلفيفات الدماغية. ولكن سيكون من الصعب تحديد نقاط الاختلاف البنيوية العديدة. تختلف الأعراق أيضًا في بنية الجسم وفي التأقلم وفي الميل لحدوث أمراض معينة. كذلك، تكون قدراتهم العقلية مختلفة للغاية؛ وهذا يظهر بشكل رئيسي في سماتهم العاطفية وبشكل جزئي في ملكاتهم الفكرية. لا بد أن كل من أتيحت له الفرصة للمقارنة، قد صُدم بالتناقض بين تحفظ وتجهم سكان أمريكا الجنوبية الأصليين والزنوج المرحين الثرثارين. يوجد تباين مماثل تقريبًا بين شعوب الملايو والبابواويين، الذين يعيشون في ظل نفس الظروف الطبيعية، والذين لا يفصل بينهم سوى مساحة ضيقة من البحر.

### آرثر دو غوبينو

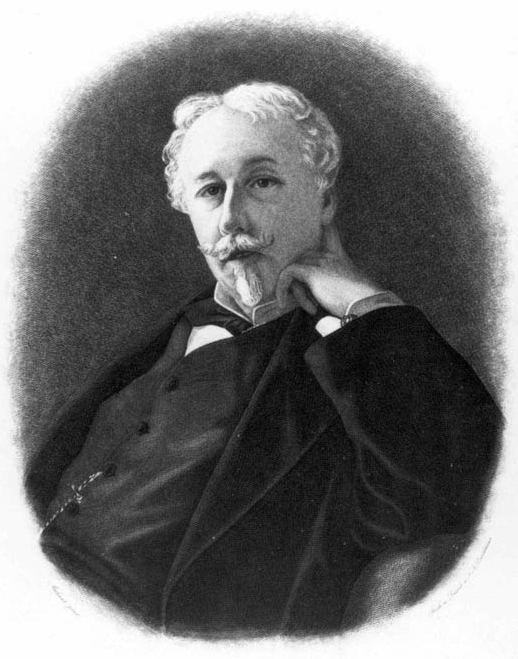
آرثر دو غوبينو من كونتيسة البرج عام 1876.

اشتهر الأرستقراطي والكاتب الفرنسي آرثر دو غوبينو (1816-1882) بكتابه «مقال عن عدم المساواة بين الأعراق البشرية» (1853-1855) الذي اقترح وجود ثلاثة أعراق بشرية (أسود وأبيض وأصفر)، وزعم أن تمازج الأعراق سيؤدي إلى انهيار الثقافة والحضارة. قال دو غوبينو إن: «العرق الأبيض امتلك الجمال والذكاء والقوة في الأصل»، وإن أي إنجازات إيجابية للسود والآسيويين كانت بسبب الامتزاج مع البيض. أشاد بأعماله العديد من المفكرين الأمريكيين المؤمنين بامتياز البيض والمؤيدين للعبودية، ومن هؤلاء يُذكَر: جوشيا سي نوت وهنري هوتزي.

اعتقد غوبينو أن الأعراق المختلفة نشأت في مناطق مختلفة، وأن العرق الأبيض قد نشأ في مكان ما في سيبيريا والآسيويين في الأمريكيتين والسود في إفريقيا، وأن العرق الأبيض كان متفوقًا، فكتب:
لن أنتظر أصدقاء المساواة الذين سيُظهِرون لي مقاطع من كتب ألفها مبشرون أو قباطنة بحر، موضحين أن الولوف نجارون ممتازون أو الهوتنتوت خادمون جيدون أو أن الكافريين يرقصون ويعزفون الكمان أو البامبارا يجيدون الحسابيات ... دعنا نترك هذه السخافة جانبًا ونقارن بين المجموعات لا بين الأشخاص.
استخدم غوبينو لاحقًا مصطلح الآريين لوصف الشعوب الجرمانية. أثرت أعمال غوبينو في الحزب النازي، الذي نشر أعماله باللغة الألمانية، ولعبت دورًا رئيسيًا في نظرية عرق السادة للنازية.

## بوفون وبلومنباخ

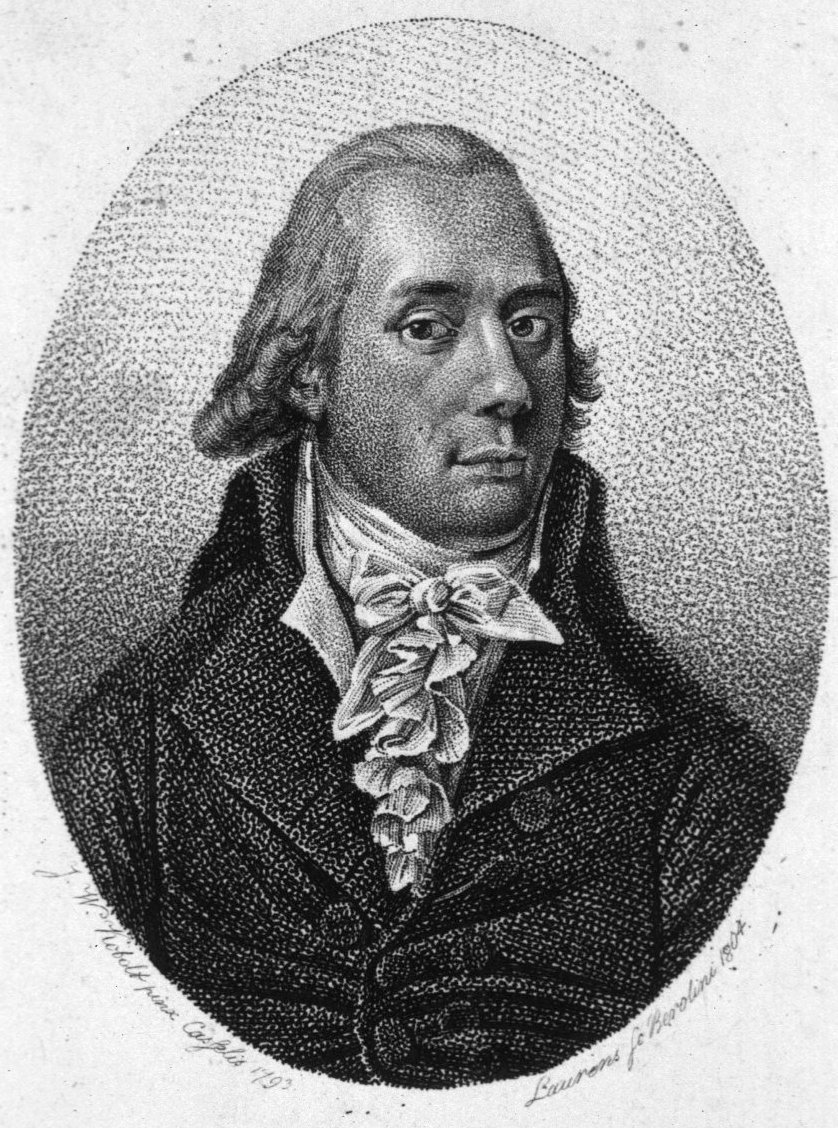
يوهان بلومنباخ

عالم الطبيعة الفرنسي جورج دي بوفون وعالم التشريح الألماني يوهان بلومنباخ كلاهما يعتقدان أن آدم وحواء قوقازيين من ذوي البشرة البيضاء وان الاعراق الأخرى الغير البيضاء ما هي الا نتيجة تدهور عوامل بيئية مثل الشمس الحارقة وبسبب سوء نظام التغذية ونمط العيش وهذان العالمان من ضمن المؤمنين بنظرية انحطاط كل من العرقين الاسود والاصفر.

## بنجامين روش
هو طبيب والأب المؤسس للولايات المتحدة اخترع مصطلح «التزنج» ليصف حالة مرضية تصيب الجلد يمكن معالجتها والتي اعتقد ان الاشخاس من ذوي البشرة السوداء مصابين بهذه الحالة وقد اعتقد بنجامين ان هذا المرض يشابه نوع خفيفا من الجذام ويمكن توارثه عبر الاجيال وأيضا اعتباره لظهور البقعات البيضاء في الجلد ما هو الا طور ومسار للتعافي من المرض الذي يسبب البشرة السوداء الداكنة وقد استعمل بنيامين نظريته هذه ليفسر سبب كون التمازج بين الاعراق المختلفة أمر خاطئ.
هو أديب وديبلوماسي فرنسي كتب مقالا في سنة 1853 بعنوان «عدم المساواة بين الاجناس البشرية» حيث في هدا المقال صنف الاجناس البشرية إلى 3 مجموعات ودعى إلى تقديم الاسبقية للعرق الابيض الاري من اجل استمرار الحضارة وان الاختلاط والتمازج بين الاجناس له نتائج مخيبة وسلبية ستؤدي إلى انهيار اسس الحضارة.

## هربرت ريسلي
هو داعية للعلوم الطبيعية (1851 - 1911) قام بتقسيم الشعب الهندي إلى طبقتين: الآرية ودرافيديون اعتمادا على نسبة عرض الانف وحجمه.

## بعد عام 1945
بحلول عام 1954، أي بعد 58 عاماً من تأييد قضية بليسي ضد فيرجسون للفصل العنصري في الولايات المتحدة، تطورت الآراء الشعبية والعلمية الأميركية حول العنصرية العلمية وممارساتها الاجتماعية.
في عام 1960، تأسست مجلة مانكايند كوارترلي، والتي توصف عادة بأنها مكان للعنصرية العلمية والتفوق الأبيض، ولعدم وجود غرض علمي مشروع. تأسست المجلة عام 1960، جزئيًا كرد فعل على قرار المحكمة العليا في قضية براون ضد مجلس التعليم والذي ألغى الفصل العنصري في نظام المدارس العامة الأمريكية.
في إبريل/نيسان 1966، أجرى أليكس هيلي مقابلة مع مؤسس الحزب النازي الأمريكي جورج لينكون روكويل لصالح مجلة بلاي بوي. وبرر روكويل اعتقاده بأن السود أدنى من البيض بالاستشهاد بدراسة طويلة أجراها جورج أوغسطين فيرجسون عام 1916، والتي زعمت أن الأداء الفكري للطلاب السود يرتبط بنسبة أصولهم البيضاء، حيث صرح قائلاً: "إن الزنوج الأصيلين، والزنوج الأصيلين بنسبة ثلاثة أرباع، والخلاسيين، والبيض، يتمتعون بنسبة 60% و70% و80% و90% على التوالي من الكفاءة الفكرية للبيض". ونشرت مجلة بلاي بوي لاحقًا المقابلة مع ملاحظة تحريرية زعمت أن الدراسة كانت "منطقًا زائفًا غير موثوق به للعنصرية".
حاولت هيئات دولية مثل اليونسكو صياغة قرارات تلخص حالة المعرفة العلمية بشأن العرق، وأصدرت دعوات لحل الصراعات العرقية. وفي تقريرها "مسألة العرق" الصادر عام 1950، لم ترفض اليونسكو فكرة الأساس البيولوجي للفئات العرقية، بل اقترحت أن يكون للعرق أساس بيولوجي. ولكن بدلاً من ذلك، عرَّف العرق على النحو التالي: "يمكن تعريف العرق، من وجهة نظر بيولوجية، على أنه أحد مجموعة السكان التي تشكل نوع الإنسان العاقل"، والتي تم تعريفها على نطاق واسع على أنها الأعراق القوقازية والمنغولية والزنجية، ولكنها ذكرت أن "من المعترف به الآن بشكل عام أن اختبارات الذكاء في حد ذاتها لا تمكننا من التمييز بأمان بين ما يرجع إلى القدرة الفطرية وما هو نتيجة للتأثيرات البيئية والتدريب والتعليم".
على الرغم من رفض المجتمع العلمي للعنصرية العلمية إلى حد كبير بعد الحرب العالمية الثانية، فقد واصل بعض الباحثين اقتراح نظريات التفوق العرقي في العقود القليلة الماضية. قد يجادل هؤلاء المؤلفون أنفسهم، على الرغم من اعتبار أعمالهم علمية، في مصطلح العنصرية وقد يفضلون مصطلحات مثل "الواقعية العرقية" أو "العنصرية". في عام 2018، أعربت الصحفية العلمية والمؤلفة البريطانية أنجيلا سايني عن قلقها الشديد بشأن عودة هذه الأفكار إلى التيار الرئيسي. تابعت سايني هذه الفكرة في كتابها لعام 2019 بعنوان "التفوق: عودة علم العرق".
ومن بين هؤلاء الباحثين في العنصرية العلمية بعد الحرب العالمية الثانية آرثر جينسن. وأبرز أعماله هو كتاب "عامل الجاذبية: علم القدرة العقلية" الذي يدعم فيه النظرية القائلة بأن السود أقل ذكاءً من البيض بطبيعتهم. ويدافع جينسن عن التمييز في التعليم على أساس العرق، ويؤكد أن المعلمين يجب أن "يأخذوا في الاعتبار بشكل كامل جميع الحقائق المتعلقة بطبيعة [الطلاب]". وقد انتقدت الردود على جينسن افتقاره إلى التركيز على العوامل البيئية. وتصف عالمة النفس ساندرا سكار عمل جينسن بأنه "يستحضر صور السود المحكوم عليهم بالفشل بسبب عدم كفاءتهم".
كما أن جيه. فيليب راشتون، رئيس صندوق بايونير (العرق والتطور والسلوك) والمدافع عن كتاب جينسن "عامل الجاذبية"، له منشورات عديدة تكرس العنصرية العلمية. ويزعم راشتون أن "الاختلافات العرقية في حجم الدماغ ربما تكون وراء نتائج حياتهم المتنوعة". ويدافع عن نظريات راشتون علماء عنصريون آخرون مثل جلايد ويتني. فقد نشرت ويتني أعمالاً تشير إلى أن ارتفاع معدلات الجريمة بين الأشخاص من أصل أفريقي يمكن أن يُعزى جزئياً إلى العوامل الوراثية. وتستنتج ويتني هذا الاستنتاج من البيانات التي تُظهِر ارتفاع معدلات الجريمة بين الأشخاص من أصل أفريقي في مناطق مختلفة. ويشير باحثون آخرون إلى أن أنصار الارتباط الجيني بين الجريمة والعرق يتجاهلون المتغيرات الاجتماعية والاقتصادية المربكة، ويستخلصون استنتاجات من الارتباطات.
كان كريستوفر براند من أنصار عمل آرثر جينسن حول الاختلافات في الذكاء العرقي. يزعم كتاب براند "عامل الذكاء العام وتداعياته" أن السود أدنى فكريًا من البيض. ويزعم أن أفضل طريقة لمكافحة التفاوت في معدل الذكاء هي تشجيع النساء ذوات معدل الذكاء المنخفض على الإنجاب مع الرجال ذوي معدل الذكاء المرتفع. واجه ردود فعل عنيفة من الجمهور، حيث وُصف عمله بأنه ترويج لعلم تحسين النسل. سحب الناشر كتاب براند وتم فصله من منصبه في جامعة إدنبرة.
ومن بين المؤيدين المعاصرين البارزين الآخرين للعنصرية العلمية تشارلز موراي وريتشارد هيرنشتاين (المنحنى الجرسي).
في سلسلة "ثقافة النقد"، استخدم كيفن ماكدونالد حججًا من علم النفس التطوري للترويج لنظريات معادية للسامية مفادها أن اليهود كمجموعة تطوروا بيولوجيًا ليصبحوا شديدي المركزية العرقية ومعاديين لمصالح البيض. ويؤكد أن السلوك والثقافة اليهودية هما السببان الرئيسيان لمعاداة السامية، ويروج لنظريات المؤامرة حول سيطرة اليهود المزعومة ونفوذهم في السياسة الحكومية والحركات السياسية.
نشر عالم النفس ريتشارد لين العديد من الأوراق البحثية وكتابًا يدعم نظريات العنصرية العلمية. في كتابه "معدل الذكاء وثروة الأمم"، يزعم لين أن الناتج المحلي الإجمالي الوطني يتحدد إلى حد كبير من خلال متوسط معدل الذكاء الوطني. ويستنتج هذا الاستنتاج من الارتباط بين متوسط معدل الذكاء والناتج المحلي الإجمالي ويزعم أن انخفاض معدل الذكاء في الدول الأفريقية هو سبب انخفاض مستويات النمو لديها. وقد تعرضت نظرية لين لانتقادات بسبب إسناد علاقة سببية بين الإحصاءات المترابطة. ويدعم لين العنصرية العلمية بشكل أكثر مباشرة في بحثه لعام 2002 "لون البشرة والذكاء لدى الأميركيين من أصل أفريقي"، حيث يقترح أن "مستوى الذكاء لدى الأميركيين من أصل أفريقي يتحدد بشكل كبير من خلال نسبة الجينات القوقازية". وكما هو الحال مع كتابه "معدل الذكاء وثروة الأمم"، فإن منهجية لين معيبة، وهو يزعم وجود علاقة سببية من مجرد ارتباط.
واجه كتاب نيكولاس ويد (الوراثة المزعجة) ردود فعل عنيفة من المجتمع العلمي، حيث وقع 142 عالم وراثة وعلماء أحياء على خطاب يصف عمل ويد بأنه "اختلاس للأبحاث من مجالنا لدعم الحجج حول الاختلافات بين المجتمعات البشرية".
في 17 يونيو 2020، أعلنت شركة إلسفير أنها تراجعت عن مقال نشره جيه فيليب راشتون ودونالد تيمبلر في عام 2012 في مجلة إلسفير "الشخصية والاختلافات الفردية". زعم المقال زوراً أن هناك أدلة علمية على أن لون البشرة مرتبط بالعدوانية والجنس لدى البشر.
يرفض إعلان يينا، الذي نشرته الجمعية الألمانية لعلم الحيوان، فكرة الأجناس البشرية وينأى بنفسه عن النظريات العرقية لعلماء القرن العشرين. وينص على أن التباين الجيني بين السكان البشر أصغر من التباين داخلهم، مما يدل على أن المفهوم البيولوجي لـ "الأجناس" غير صالح. ويؤكد البيان على عدم وجود جينات أو علامات وراثية محددة تتوافق مع التصنيفات العرقية التقليدية. كما يشير إلى أن فكرة "الأعراق" تستند إلى العنصرية وليس إلى أي حقيقة علمية.
يكتب كلارنس جرافلي أن التفاوتات في حدوث حالات طبية مثل مرض السكري والسكتة الدماغية والسرطان وانخفاض الوزن عند الولادة يجب أن ينظر إليها من خلال عدسة مجتمعية. ويزعم أن التفاوتات الاجتماعية، وليس الاختلافات الجينية بين الأعراق، هي السبب وراء هذه الاختلافات. ويكتب أن الاختلافات الجينية بين مجموعات سكانية مختلفة تستند إلى المناخ والجغرافيا، وليس العرق، ويدعو إلى استبدال التفسيرات البيولوجية غير الصحيحة للتفاوتات العرقية بتحليل الظروف الاجتماعية التي تؤدي إلى نتائج طبية متباينة. وفي كتابه "هل العلم عنصري"، يؤكد جوناثان ماركس على نحو مماثل أن الأعراق موجودة، رغم أنها تفتقر إلى تصنيف طبيعي في عالم الأحياء. ولابد من ابتكار قواعد ثقافية مثل "قاعدة القطرة الواحدة" لتحديد فئات العرق، حتى لو كانت تتعارض مع الأنماط الطبيعية داخل جنسنا البشري. وفقًا لكتابات ماركس، فإن الأفكار العنصرية التي يروج لها العلماء هي ما يجعل العلم عنصريًا.
في كتابها "الفصل العنصري الطبي"، تصف هارييت واشنطن إساءة معاملة السود في البحث والتجريب الطبي. تم خداع السود للمشاركة في التجارب الطبية من خلال استخدام لغة غير واضحة في نماذج الموافقة والفشل في سرد المخاطر والآثار الجانبية للعلاج. تذكر واشنطن أنه بسبب حرمان السود من الرعاية الصحية الكافية، كانوا غالبًا في حاجة ماسة إلى المساعدة الطبية، وكان المجربون الطبيون قادرين على استغلال هذه الحاجة. تؤكد واشنطن أيضًا أنه عندما تم إتقان العلاجات وصقلها نتيجة لتلك التجارب، لم يستفد السود منها أبدًا تقريبًا.
أعرب بيان صادر عن الجمعية الأمريكية لعلم الوراثة البشرية (ASHG) في عام 2018 عن انزعاجه من "عودة الجماعات التي ترفض قيمة التنوع الجيني وتستخدم مفاهيم وراثية مشوهة أو مشوهة لدعم مزاعم زائفة بتفوق البيض". وقد استنكرت مجموعة العمل من أجل حقوق الإنسان هذا الأمر باعتباره "استغلالاً غير ملائم للجينات لتغذية الأيديولوجيات العنصرية"، وسلطت الضوء على العديد من الأخطاء الواقعية التي استندت إليها مزاعم تفوق العرق الأبيض. ويؤكد البيان أن علم الوراثة "يُظهِر أن البشر لا يمكن تقسيمهم إلى فئات فرعية بيولوجية متميزة" وأنه "يكشف عن مفهوم "النقاء العرقي" باعتباره لا معنى له علميًا".